# Wilh. Schmitt & Comp.
Die Wilh. Schmitt & Comp. GmbH & Co. KG, auch bekannt als Kirschen-Werkzeuge, ist ein in der westdeutschen Großstadt Remscheid ansässiges mittelständisches Unternehmen, das sich auf die Produktion von Werkzeugen für die Holzbearbeitung spezialisiert hat.

## Geschichte und Firmenprofil
Das Unternehmen wurde 1858 von Wilhelm Schmitt in der Remscheider Ortschaft Stockden gegründet und hatte seinen ersten Sitz in der dortigen Schüttendelle 43. Im Jahr 1870 erfolgte der Umzug an den heutigen Standort – die Königstraße 59 im Stadtteil Vieringhausen. Nach und nach wurde das Betriebsgelände erweitert und mittlerweile erstreckt es sich entlang der Parkstraße bis an die südlich verlaufende Rosenstraße. Auf der 1902 in Düsseldorf ausgerichteten „Industrie- und Gewerbeausstellung für Rheinland, Westfalen und benachbarte Bezirke“ wurde das Unternehmen für seine Produkte mit einer Bronzemedaille ausgezeichnet.
Mitte des 19. Jahrhunderts existierten alleine in Remscheid – überregional bekannt für seine Metall- und Werkzeugindustrie – ungefähr 40 Betriebe, die Beitel herstellten; während des Zweiten Weltkrieges waren es immerhin noch 35. Im Laufe der Jahre reduzierte sich diese Zahl durch Geschäftsaufgaben, Produktumstellungen und Übernahmen. Am 29. Januar 2009 fusionierte Kirschen-Werkzeuge mit den fünf Remscheider Firmen Matador-Werk Joh. Peter Arns KG (gegr. 1747), Gebr. Busch (gegr. 1806), Jacob Busch KG (gegr. 1823), Heinrich Bracht (gegr. 1900) sowie Hans Dietz KG (= Hadie; gegr. 1921) und 2019 übernahm man mit der David Strasmann & Co. OHG (= Dastra-Werkzeuge; gegr. 1835) in Wuppertal den letzten bergischen Konkurrenten. Inzwischen ist das Unternehmen der einzige Betrieb seiner Art in der Region und Hauptwettbewerber ist die F. Zulauf Messerschmiede und Werkzeugfabrikations AG (= Pfeil Tools) in der Schweizer Gemeinde Langenthal.
Das Familienunternehmen wird (Stand: Mai 2023) in der sechsten Generation geführt, beschäftigt etwa 70 Mitarbeiter und bietet die Ausbildungsberufe Fachkraft für Metalltechnik sowie Fachkraft für Lagerlogistik an.

## Produkte
Anfangs fertigte Wilhelm Schmitt Stecheisen und Stechbeitel für Tischler; später ergänzte er sein Sortiment um Schnitzwerkzeuge und als drittes Segment wurden schließlich Drechselwerkzeuge in das Angebot aufgenommen. Im Laufe der Unternehmenshistorie wurden über 2000 unterschiedliche Werkzeuge entwickelt und heutzutage umfasst die Produktpalette Werkzeuge für die handwerklichen Oberkategorien Stemmen, Schnitzen, Drechseln und Schärfen. Dies beinhaltet beispielsweise eine Vielzahl unterschiedlicher Beitel, Kerbschnitzmesser, Zugmesser, Dechsel, Ziehklingen, Feinsägen, Feinschnittsägen, Zimmermannsägen, Japansägen, Furnierschneider, Knüpfel, Zirkel, Spannvorrichtungen, Abziehsteine, Streichriemen, Hobeleisen und Punktierstifte.
Die Produktion erfolgt – von der Anlieferung des Stahls bis zum Versand – ausschließlich in Remscheid und größtenteils in Handarbeit. Insbesondere die kleineren Schnitzwerkzeuge werden freihand geschmiedet; Industrieroboter kommen nur bei wenigen Arbeitsschritten zum Einsatz. Pro Jahr fertigt das Unternehmen rund 400.000 Werkzeuge, die sowohl für den deutschen Markt bestimmt sind, aber auch weltweit exportiert werden.

## Logo und Marken
Bekanntes Markenzeichen des Unternehmens ist ein Kirschenzwilling mit zwei anhaftenden Laubblättern. Es findet sich als Aufkleber (bei Holz) oder Aufdruck (bei Kunststoff) auf den Heften sowie als Stahlstempel auf den metallischen Bestandteilen der Werkzeuge. Zunächst wurden nur Klingen mit einer Breite von mehr als einem Zentimeter gestempelt, da es bei schmaleren Ausführungen durch den Druck zu Brüchen kommen konnte. Seit 2017 ist es technisch möglich, auch die schmaleren Klingen zu stempeln.
Unternehmensgründer Wilhelm Schmitt ließ die „doppelte Kirsche“ 1865 beim Königlichen Gewerbegericht zu Remscheid in die Zeichenrolle eintragen und in den 1880er Jahren folgten zwei weitere Eintragungen ins Markenregister: Eine Handbügelsäge sowie ein aufrecht stehender, nach links gewandter Löwe, der ein stehendes Zahnrad hält. Laut eines Firmenkataloges aus dem Jahr 1905 stand die Marke „Kirschen“ damals für Waren der ersten Qualitätsstufe, während der Löwe mit Zahnrad Produkte zweiter Qualität kennzeichnete. Am 1. Februar 1907 erfolgte die Registrierung der Wort-Bild-Marke „Nero“, die später wieder aufgegeben und zum 1. Mai 2006 gelöscht wurde.
Noch heute prägen die Kirschen das Corporate Design des Unternehmens, das umgangssprachlich aus diesem Grund auch als Kirschen-Werkzeuge bekannt ist. In der Firmenchronik ist allerdings nicht überliefert, warum sich Schmitt für die Früchte als Logo entschied. Dieser Sachverhalt ist daher bis heute nicht zweifelsfrei geklärt. Heutzutage interpretiert das Unternehmen die Kirschen in seiner Corporate Design als Symbol für die qualitative „Vollreife“ seiner Erzeugnisse.